# August Perk
August Perk (* 25. Oktober 1897 in Lohne; † 12. Mai 1945 in Braunschweig) war ein deutscher Widerstandskämpfer gegen den Nationalsozialismus, der durch seine kurze Freundschaft mit Erich Maria Remarque Einfluss auf dessen weltberühmten Roman „Im Westen nichts Neues“ hatte.

## Leben
August Perk wurde als Sohn einer Emsländer Kaufmannsfamilie in Lohne bei Lingen geboren. Mit 17 Jahren wurde er in den Ersten Weltkrieg eingezogen und erlebte diesen in Russland und Frankreich.
Zu einer schicksalshaften Begegnung kam es, als der später weltberühmt gewordene Schriftsteller Erich Maria Remarque in Perks Heimatort Lohne als Junglehrer unterrichtete. Remarque beschrieb diese Zeit später in seinem Roman „Der Weg zurück“. Perk und Remarque befreundeten sich. Perk berichtete von seinen Erlebnissen im Ersten Weltkrieg und viele dieser Erzählungen flossen in Remarques Antikriegsroman „Im Westen nichts Neues“ ein.
Neue Osnabrücker Zeitung: Was August Perk Schreckliches als Soldat im Ersten Weltkrieg erlebte, hat der weltbekannte Schriftsteller Erich Maria Remarque (1898–1970) in seinem Buch „Im Westen nichts Neues“ verarbeitet. Das Werk wurde in über 50 Sprachen übersetzt und gilt mit geschätzten Verkaufszahlen zwischen 15 und 20 Millionen als eines der meistgelesenen Bücher in der ganzen Welt
Perk erlernte den Beruf des Schmiede- und Schlossermeisters und wechselte nach Zeiten der Selbstständigkeit zur Textilfirma „Rawe & Co.“ in Nordhorn. 1940 heiratete August Perk Johanna Meyer. Zwei Kinder, Maria (1941) und Heinrich (1942–1965), gingen aus dieser Ehe hervor.
Schon früh geriet August Perk mit den Nationalsozialisten aneinander. Nach einer Körperverletzung verklagten August Perks Eltern die nationalsozialistischen Täter und gewannen den Prozess. 1934 jedoch verurteilten die neuen nationalsozialistischen Machthaber den gläubigen Katholiken August Perk aus politischen Gründen zu sechs Monaten Haft, die auf Bewährung ausgesetzt wurden. Am 14. April 1943 verhaftete die Nordhorner Gestapo Perk aufgrund von Denunziation durch Nachbarn und Arbeitskollegen.
In Hamm wurde Perk am 11. August 1943 durch das Oberlandesgericht zu zwei Jahren Straflager wegen „Wehrkraftzersetzung“ verurteilt. Die unmenschliche Haft im berüchtigten Straflager Wolfenbüttel überlebte Perk nach der Befreiung durch die Alliierten nur um wenige Tage: Er verstarb am 12. Mai 1945.
Neben einer politisch geführten Debatte, ob in Lohne zur Erinnerung an August Perk eine Straße benannt werden soll, erinnern in Nordhorn und Lohne inzwischen zahlreiche Gedenkstätten und Plätze an das Schicksal von August Perk, so zum Beispiel das Nordhorner Denkmal zur Erinnerung an die Opfer des Ersten und Zweiten Weltkrieges in der Nähe von Jenny Holzers „Schwarzer Garten“ und Fotografien im Stadtmuseum Povelturm. Außerdem erinnert einer von Gunter Demnigs Stolpersteinen, zu dem die Stadt Nordhorn eine Broschüre herausbrachte, an August Perk. In Lohne wurde eine Gedenktafel errichtet.